# Pierre Gascar
Pierre Gascar, pseudonimo di Pierre Fournier (Parigi, 13 marzo 1916 – Lons-le-Saunier, 20 febbraio 1997), è stato uno scrittore francese.
Durante la seconda guerra mondiale fu imprigionato in un campo di concentramento tedesco e poi in un campo disciplinare in Ucraina. Da tale esperienza trasse il romanzo Il tempo dei morti (1959) e la raccolta Le bestie.

## Premi letterari
La carriera di Gascar fu coronata da prestigiosi premi:
- 1953 - Prix Goncourt
- 1970 - Grand Prix de littérature de l'Académie française[1]
- 1978 - Prix littéraire de la Fondation Prince-Pierre-de-Monaco
- 1991 - Grand prix de littérature de la SGDL

## Opere
- Les Meubles, Gallimard, Paris, 1949
- Le visage clos, Gallimard, Paris, 1951
- Les Bêtes, Gallimard, Paris, Prix Goncourt 1953
- Le temps des morts, Gallimard, Paris, 1953
- Chine Ouverte, Gallimard, Paris, 1955
- Les Femmes, Gallimard, Paris, 1955
- La graine, Gallimard, Paris, 1955
- L'herbe des rues, Gallimard, Paris, 1956
- Les pas perdus, Gallimard, Paris, 1958
- Voyage chez les vivants, Gallimard, Paris, 1958
- La barre de corail & Les aveugles de Saint-Xavier, Gallimard, Paris, 1958
- Soleils, Gallimard, Paris, 1960
- Le fugitif, Gallimard, Paris, 1961
- Les moutons de feu, Gallimard, Paris, 1963
- Le meilleur de la vie, Gallimard, Paris, 1964
- Les Charmes, Gallimard, Paris, 1965
- Histoire de la captivité des français en Allemagne (1939–1945), Gallimard, Paris, 1967
- Auto, Gallimard, Paris, 1968
- Les Chimères, Gallimard, Paris, 1969
- L'arche, Gallimard, Paris, 1971
- Rimbaud et la Commune, Gallimard, Paris, 1971
- Le présage, Gallimard, Paris, 1972
- Les sources, Gallimard, Paris, 1975
- Charles VI, le bal des ardents, Gallimard, Paris, 1977
- Le boulevard du crime, Hachette/Massin, Paris, 1980
- L'ombre de Robespierre, Gallimard, Paris, 1980 : 336
- Les secrets de maître Bernard – Bernard Palissy et son temps, Gallimard, Paris, 1980
- Le règne végétal, Gallimard, Paris, 1981
- Gérard de Nerval et son temps, Gallimard, Paris, 1981
- Buffon, Gallimard, Paris, 1983
- Le fortin, Gallimard, Paris, 1983
- Humboldt l'explorateur, Gallimard, Paris, 1985
- Le diable à Paris, Gallimard, Paris, 1984
- Pour le dire avec des fleurs, Gallimard, Paris, 1988
- Album Les écrivains de la révolution, Gallimard, Paris, 1989
- Portraits et Souvenirs, Gallimard, Paris, 1991
- La friche, Gallimard, Paris, 1993
- Montesquieu, Flammarion, Paris, 362 pagine 1988
- L'homme et l'animal, Albin Michel, 2000
- Du côté de chez Monsieur Pasteur, Paris, Odile Jacob, 1986
- Aïssé, Paris, Actes sud, 1998
- Le transsibérien, Paris, Actes sud, 1998
- Le bestiaire d'Horvat, Paris, Actes sud, 1995
- Ce difficile accord avec le monde, vertiges du présent, Paris, Arthaud, 1962
- Normandie, Paris, Arthaud, 1962
- La France, Paris, Arthaud
- La Chine et les chinois, Paris, Arthaud, 1962
- Chambord, Delpire éditeur, 1962
- Le cheveu, ouvrage collectif, Nathan, 1998
- Genève, Champ Vallon, 1993
- Dans la forêt humaine, Robert laffont, 1992
- Le gros chène, Robert laffont, 1992
- Quartier Latin, la mémoire, La table ronde, 1973
- Toffoli ou la force du destin, Hachette, 1979
- Gescogne, Renaissance du livre, 1999